# Мортон (компания)
«Мортон» — российская девелоперская и строительная компания. Третий по объёму продаж (в квадратных метрах недвижимости) застройщик в России на 2012 год (после компаний «ПИК» и «СУ-155»). Штаб-квартира компании расположена в Москве.
Компания создана в 1990-х годах. Владельцем компании являлся её президент Александр Ручьёв.
31 октября 2016 года компания была продана группе «ПИК» с последующим слиянием, поглощением и упразднением бренда «Мортон».

## Деятельность
Компания специализировалась на возведении объектов жилой недвижимости. Основные объекты компании расположены в Московской области, меньшая часть — в Москве. Всего на март 2013 года у компании в разработке находились проекты на 6 млн м² жилья, крупнейшие из них — жилой район Бутово (более 2 млн м²), Путилково (1 млн м²), «Солнцево-парк» (470 000 м²), Завидное (200 000 м²). Существенную часть жилья компания строила по заказам ФСБ и Министерства обороны России.
Структуры «Мортона» являлись владельцами 19,96 % Фондсервисбанка, а также основным инвестором интернет-издания «Русская планета».
В 2013 году компания открыла собственный бетонный завод на Варшавском шоссе, это первый завод в сети «М-Бетон», которые запланированы в Москве по всем округам на 2014 год.
В сентябре 2016 года Ручьев продал «Мортон» структурам владельца группы ПИК Сергея Гордеева. После этого ПИК выкупил компанию за 11,7 млрд рублей.

### Показатели деятельности
Выручка компании за 2012 год составила 43 млрд руб. (рост на 7 % по сравнению с 2011 годом), при этом физический объём продаж составил 512 000 м² недвижимости (на 18 % больше, чем в 2011 году).